# Садгора
Садгора (до 15.08.1944 Садагура; рум. Sădăgura; їд. סאדיגורא; пол. Sadagóra) — колишнє місто на Буковині, за 6 км на північ від Чернівців, засноване 1771 року. Нині Садгора включена до складу міста Чернівці.

## Історія

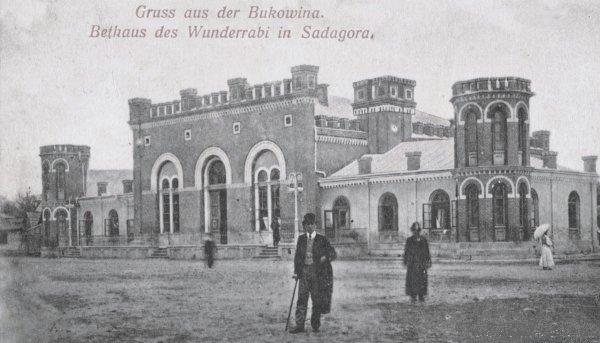
Синагога

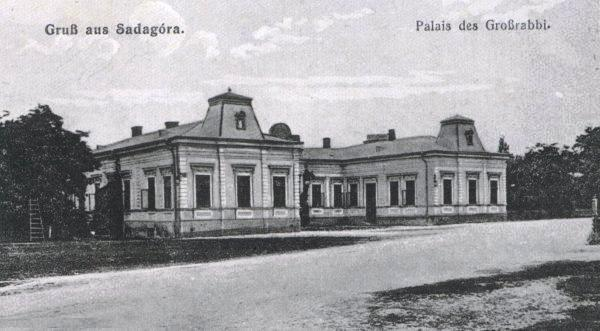
Палац

Під час російсько-турецької війни 1768—1774, командувачі російської армії в Молдові і Волощині прийняли заходи для покращення економічної та грошово-кредитної системи в князівствах. Таким чином, барон Петер Ніколаус фон Ґартенберґ (нім. Peter Nikolaus Neugart(en) von Gartenberg) заснував тут монетний двір (Gartenberg в буквальному перекладі на німецьку мову «Сад-гора»). 1771—1774 рр. російська влада карбувала у Садгорі монети з гербами Молдови і Волощини.
Станом на 1774 р. Садгора мала 104 мешканці; у 1778 р. тут було засновано римо-католицьку релігійну громаду, а 1815 року збудували мурований костел, який освятили у 1826 році під титулом св. Архангела Михаїла. У 1897 році храм було розширено та повторно освячено 1898 року. католицький костел Святого архангела Михаїла.
17 грудня 1801 року (грамотою цісаря Франца II) Садгора офіційно отримала статус «торгового містечка» (нім. Marktgemeinde) і герб: щит розділений; у верхній частині щита на срібному тлі три зелені дерева, у нижній частині на блакитному тлі три срібні гори.
1835 року в Садгорі заснована греко-католицька парафія.
До 1914 року відоме ярмарками та синагогою. 1910 року у місті було 4600 мешканців (у тому ч. 73 % євреїв, 16 % українців, 8 % поляків), 1959 — 12 400. У 1941-44 роках, у час існування губернаторства Буковина, в Садгорі діяв румунський концентраційний табір.
Після 1842 року, коли тут оселився цадик Ізраель Фрідманн, Садгора стала важливим місцем для хасидського юдаїзму. Сьогодні велика частина Садигурських хасидів проживає в районі Бней Брак (Ізраїль).
19 липня 1949 р. с-ще Садгора віднесене до категорії селищ міського типу.
Після приєднання Садгори до Чернівців у 1965 році було утворено Садгірський район міста Чернівці, до котрого увійшла, крім власне Садгори, вся лівобережна частина міста, включаючи Стару та Нову Жучку, Ленківці, Рогізну, Долішні Шерівці тощо.
19 квітня 2018 року відкрито новий тролейбусний маршрут № 11 від училища № 15 на вулиці Південно-Кільцевій до зупинки «Космо» у центрі Садгори. Його протяжність в обидві сторони складає 34,3 км на повний оборот витрачається 80 хвилин. На маршруті курсуть тролейбуси Дніпро Т203, які долають відстань близько 10 км автономним ходом.

## Відомі люди

### Народилися
- Галицька Артемізія — діячка ОУН (р.) (Організація українських націоналістів революційна).
- Кохановська Августа Йосипівна — буковинська художниця та етнограф польського походження.
- Капустинський Олександр — український греко-католицький священик, громадсько-політичний діяч.
- Носієвич Степан — український та румунський композитор і педагог.
- Войцєх Рубіновіч — польський фізик-теоретик
- Віктор Сердулець / Роман Жахів  — український письменник, громадський діяч, Головний командир ВО "Тризуб" ім. С. Бандери у 2017-2020 рр.

### Пов'язані із Садгорою
- Фрідмани — рід цадиків. Засновник династії – Ісраель Фрідман прибув у Садгору взимку 1842 року й виконував тут роль релігійного наставника місцевих хасидів аж до своєї смерті у 1850 році. З цього часу й аж до 80-х років XIX століття функцію цадика у Садгорі виконував його син Абрагам Яків Фрідман. Після смерті останнього настала черга внука. Резиденція «чудодійних» рабинів функціонувала до Першої світової війни. З її початком садгірські Фрідмани перебрались до Відня і більше сюди не поверталися. На сьогодні династія Фрідманів налічує майже 400 сімей, які мешкають у США, Бельгії, Великій Британії і, звісно, Ізраїлі.
- * Франціск Йосиф Райнер (1874—1944) — Румунський лікар.
- Омелян Попович — Президент Північної Буковини у 1918 році. Педагог, подвижник українського шкільництва, лідер буковинської інтелігенції, активний поборник і захисник національних інтересів українців за життя здобув високе визнання організатора — «батька українського шкільництва Буковини». У 1881 році обіймав посаду управителя нової міської школи в Садгорі (тепер загальноосвітня школа І-ІІІ ступенів №38).
- Денис Квітковський — український історик, адвокат, публіцист, педагог, видавець, політичний та громадський діяч, 4-й Голова ОУН (Організація українських націоналістів), співавтор історичної праці "Буковина. Її минуле і сучасне".
- Софія Майданська  — українська письменниця. Заслужений діяч мистецтв України.
- Геннадій Москаль   — український політик. Навчався у СШ №38
- Володимир Гамаль    — український скульптор. Найвідоміші роботи: Пам'ятник Петрові Сагайдачному (Хотин), пам'ятник Юрію Федьковичу Чернівці. Навчався у СШ №38

## Пам'ятки
- Пам’ятник монеті. За словами Володимира Новака-Садогурського, «ідеєю цього пам’ятника є повернення символічної функції монеті – від війни до життя, завдяки переплавленню зброї з АТО».
- Палац Ісроеля Фрідмана.
- Синагога (кінець XIX ст.).
- Костел Святого Архангела Михаїла (1815 р.).